# Ərəbxana
Ərəbxana è un comune dell'Azerbaigian situato nel distretto di Kürdəmir.